# Sogdiana

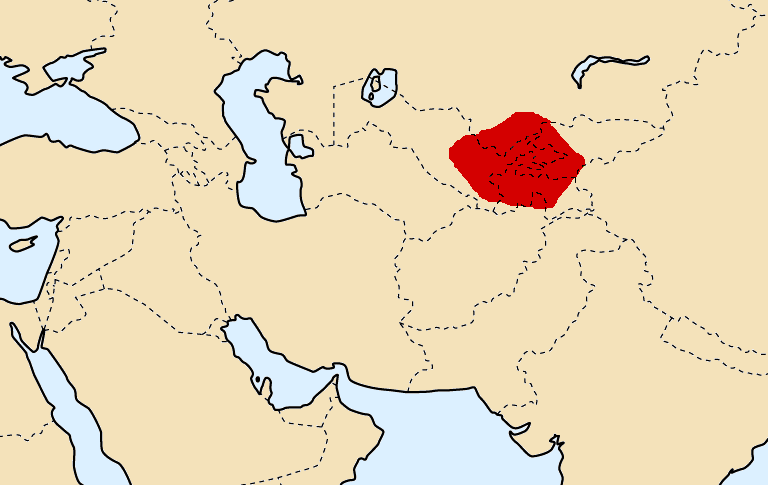
Mapa aproximado de Soguediana

Soguediana ou Sogdiana foi a antiga civilização e região histórica iraniana na Ásia Central que floresceu no vale do Zarafexã, no atual Usbequistão. A região parece ter sido povoada entre 1 000 e 500 a.C. Depois fez parte do expansionista Império Aquemênida (550–330 a.C.) da Pérsia até sua conquista pelo rei Alexandre, o Grande (r. 336–323 a.C.) Após isso pertenceu ao Reino Greco-Báctrio (250/239–125 a.C.) centrado em Bactro até às sucessivas invasões dos povos sacas e iuechis no século II a.C. Continuaria próspera até às invasões mongóis do século XIII e do fim da Antiguidade aos primeiros séculos da Idade Média abrigou várias cidades-estados florescentes.